# Saint-Broingt-le-Bois
Saint-Broingt-le-Bois là một xã thuộc tỉnh Haute-Marne trong vùng Grand Est đông bắc nước Pháp.